# Варченко Іван Олексійович
Іва́н Олексі́йович Ва́рченко (нар. 18 серпня 1921, с. Литвяки Лубенського р-ну — пом. 4 грудня 2001, м. Київ) — український мовознавець, кандидат філологічних наук, старший науковий співробітник, працівник відділу діалектології Інституту мовознавства ім. О. О. Потебні АН України.

## Загальні відомості
Варченко Іван Олексійович — дослідник проблем української діалектології та лінгвогеографії, зокрема фонетики і фонології середньонаддніпрянського діалекту української мови. Брав участь у підготовці емпіричної бази Атласу української мови. Здійснив ряд експедицій у різні регіони України; координував роботу кафедр ВНЗ України щодо обстеження говірок за програмою Атласу української мови, брав участь у розробленні засад картографування мовного матеріалу, розробив методику статистичної оцінки діалектних даних.

## Праці
- Атлас української мови. — Т. 1. — К., 1984 (автор 42 карт і коментарів до них, написав розділ вступу «Фонетична транскрипція. Матеріали АУМ»; упорядкував мережу та виготовив бланківку-основу 1 та 3 томів атласу); т. 3. — К., 2001 (член редакційної колегії; автор 12 карт та коментарів до них І частини, 20 карт та коментарів до них ІІ частини).
- Лубенські говірки і діалектна суміжність (Фонетичні риси протягом трьох століть). — К., Інститут мовознавства ім. О. О. Потебні АН Української РСР, 1963.
- Фонетичні контакти східнослов'янських мов у лінгвогеографічному висвітленні // Праці ХІІ Республіканської діалектологічної наради. — К., 1970. — С. 184—194.

## Цікаві факти
Іван Варченко був редактором першого видання (1970) книжки Б. Антоненка-Давидовича «Як ми говоримо».